# Friedrich Hormann
Friedrich Hormann (geboren am 20. April 1893 in Stolzenau an der Weser; gestorben am 17. Januar 1953 in Northeim) war ein deutscher Baubeamter und Mitglied des Hannoverschen Provinziallandtags.

## Leben
Nach seiner Ausbildung arbeitete Friedrich Hormann, der verheiratet und Vater eines Kindes war, als Landesbauoberinspektor in Hannover.
1933 gehörte er jener parlamentarischen Arbeitsgemeinschaft an, die die NSDAP mit der Deutschen Zentrumspartei und der Deutsch-Hannoverschen Partei (DHP) gebildet hatte. Bis November 1933 war er Mitglied im Stahlhelm, Bund der Frontsoldaten und war anschließend Scharführer der SA.
Nach 1933 machte Hormann in Hannover Karriere im Rang eines Regierungsbaurats. Zum 1. Mai 1937 trat er der NSDAP bei (Mitgliedsnummer 4.064.084). Zum 1. Januar 1939 wies ihn die Wasserstraßendirektion Hannover dem Reichsministerium für Bewaffnung und Munition zu. In der Folge zog Hormann mit seiner Familie nach Berlin.
Friedrich Hormann starb 1953 im Alter von 59 Jahren in Northeim.